# Rodinija
Rodinija (prema ruskoj riječi za "domovinu" ili "rodni kraj"), najstariji poznati superkontinent koji se oblikovao i razlomio u neoproterozoiku. Smatra se da se Rodinija oblikovala prije oko 1 milijardu godina, a okupljala je većinu ili svu Zemljinu postojeću kontinentalnu koru. Rodinija se razlomila na osam kontinenata prije oko 750 milijuna godina. 
Iako postoji malo konsenzusa među paleogeografima oko detalja, čini se da su se kontinentalni kratoni, koji su formirali Rodiniju, nagomilali oko Laurentije (proto-Sjeverne Amerike) na Rodinijinoj jezgri. Čini se da istočna obala Laurentije leži uz zapadnu obalu Južne Amerike. Izgleda da je Australija, koja je bila spojena s Antarktikom, ležala nasuprot proto-sjevernoameričke zapadne obale.
Iako pokreti kontinenata prije oblikovanja Rodinije nisu pouzdani, pokreti kontinentalnih masa od trenutka loma Rodinije su poprilično poznati i nastavljaju biti predmetom istraživanja. Osam kontinenata, koji su činili Rodiniju, kasnije su se okupili u superkontinent nazvan Panotija, a nakon toga još jednom u Pangeu.

## Više informacija
- Tektonika ploča

## Vanjske poveznice
- Christopher R. Scotese, "Projekt Paleomap"
- Palaeos Earth  Arhivirana inačica izvorne stranice od 18. veljače 2009. (Wayback Machine)
- "Ples divovskih kontinenata: Washingtonova najranija povijest"
- IGCP specijalni projekt 440:  Arhivirana inačica izvorne stranice od 2. travnja 2009. (Wayback Machine) kartiranje proterozoičnih superkontinenata, uključujući Rodiniju